# Ответственный секретарь ЦК РКП(б)
Ответственный секретарь ЦК РКП(б) — должность в правящей партии РСФСР (независимого государства) в 1919—1922 годах.
Пост был введён 25 марта 1919 и не был указан в уставе партии. Фактически лидером партии в этот период был председатель Совета народных комиссаров Владимир Ленин.
Первоначально ответственный секретарь руководил текущей работой Секретариата. Избирался после каждого съезда РКП(б).
Однако за несколько лет сложилась практика, когда секретари местных парткомитетов находились в подчинении ответственного секретаря ЦК.
Всего 3 человека занимали эту должность. Из них только Николай Крестинский совмещал её с членством в Политбюро, за что он получил прозвище «генеральный секретарь».

## Список
| № | Изображения | Имя, Отчество, Фамилия         | Период                         |
| - | ----------- | ------------------------------ | ------------------------------ |
| 1 |             | Елена Дмитриевна Стасова       | 25 марта 1919 — 29 ноября 1919 |
| 2 |             | Николай Николаевич Крестинский | 29 ноября 1919 — 16 марта 1921 |
| 3 |             | Вячеслав Михайлович Молотов    | 16 марта 1921 — 3 апреля 1922  |